# 助詞
助词（Particle，缩写：ptcl），也称质词、小品词，语法上属于词类的一种，指没有词形变化、本身没有实质的意义且不能单独使用的功能词。助词常常是一个包揽性术语。

## 定义
在现代语法当中，助词是没有形态变化、没有独立性且没有实际语义的功能词（虚词），它用来表达特定的语法范畴（如否定、语气、时态、格），语法关系，或者充当附著語素或填充词（如英语 well、ah、anyway 等）。它与其它功能词，如副詞、冠词、介词、连词和感叹词相区别；但在很多语言的传统语法领域，它是一个包揽性词类术语，其定义更为宽泛，有时几乎等同于全部功能词，副词、冠词、介词、连词和叹词等功能词也被囊括在助词里面，如拉丁语。

## 具体语言

### 汉语助词
助詞在漢語中，通常分為結構助詞、時態助詞和語氣助詞三種，有时會將語氣助詞獨立成一種詞類，稱為「語氣詞」。白話文中常見的助詞包括：的、了、着、吧、啊等，大多數都會讀為輕聲；文言文中則有：之、乎、者、也、矣等。

### 英语助词
英语中助词这一词类就是典型的包揽性词类，在传统的语法当中基本上所有没有形态变化的功能词都被归为助词，如 look up、knock out 中的 up、out 等副词，不定式标记 to，否定词 not 等。而一般的语法范畴和语法关系则通过词形变化（有标）或者语序（无标，如人称代词以外的格）表示。

### 日语助词
在日語中，日語助詞用於名词或者形容词，表示它們的格關係，或是為前置的詞彙增添意義。分類上各家說法不一。常见的日语助词有格助詞、副助詞、係助詞、接續助詞、終助詞等。

### 韩语助词
韩语助词与日语助词所起的作用类似，分类如下。
| 分类     | 分类       | 例词 |
| -------- | ---------- | ---- |
| 格助词   | 主格助词   |      |
| 格助词   | 宾格助词   |      |
| 格助词   | 叙述格助词 |      |
| 格助词   | 补格助词   |      |
| 格助词   | 属格助词   |      |
| 格助词   | 副词格助词 |      |
| 格助词   | 呼格助词   |      |
| 接续助词 |            |      |
| 添意助词 |            |      |